# Alejandro Zaera-Polo

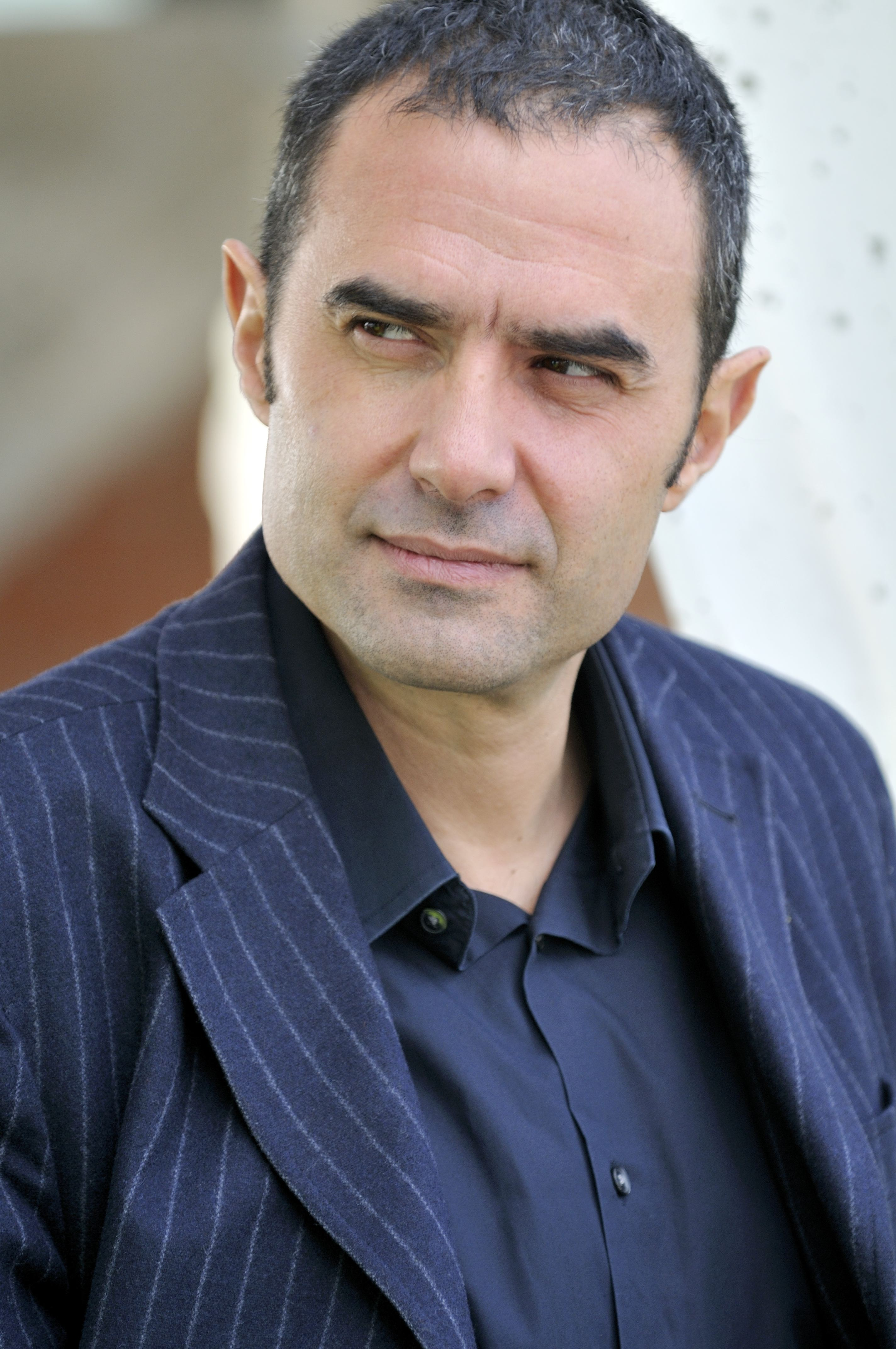
Alejandro Zaera-Polo

Alejandro Zaera-Polo (* 17. Oktober 1963 in Madrid) ist ein spanischer Architekt. Er ist Gründer des Architekturbüros Alejandro Zaera-Polo & Maider Llaguno (AZPML) mit Sitz in London und New York. Er wirkte bis 2014 zwei Jahre als Dekan an der School of Architecture der Princeton University. Im Jahr 2021 wurde er dann von der Princeton University entlassen, wofür er die dortige angebliche Cancel Culture verantwortlich macht. Zaera-Polo ist ein profilierter Theoretiker mit zahlreichen Publikationen in  unterschiedlichsten Fachmedien.

## Leben
Alejandro Zaera-Polo wurde am 17. Oktober 1963 in Madrid geboren. Er studierte an der  Escuela Técnica Superior de Arquitectura de Madrid. Nach seinem Abschluss verließ er 1989 Spanien und machte 1991 einen Master in Architecture (MARCH II) an der Graduate School of Design der Harvard University, wo er die Architektin Farshid Moussavi kennenlernte.
Zwischen 1991 und 1993 arbeitete er im Office for Metropolitan Architecture (OMA) in Rotterdam. 1993 gründete er zusammen mit Farshid Moussavi das Büro Foreign Office Architects (FOA) in London, wobei das „Foreign“ im Firmennamen auf die Herkunft der beiden Gründer anspielt:  Zaera–Polo aus Spanien und Moussavi aus dem Iran. Das Büro realisierte Architekturprojekte in Japan, den Vereinigten Staaten, den Niederlanden und in Spanien.
Nach der Scheidung von Moussavi und der damit verbundenen Auflösung von FOA im Juni 2011 gründete er mit Maider Llaguno-Munitxa das Büro Alejandro Zaera-Polo & Maider Llaguno Architecture (AZPML).
Zaera-Polo plante auf internationaler Ebene zahlreiche preisgekrönte und von der Fachwelt bejubelte Projekte für den öffentlichen wie auch den privaten Sektor. Er vertritt eine pragmatische Herangehensweise, die technische Strenge bei der Suche nach einer komplexen und organischen Architektur verfolgt, welche sich durch eine große Vielfalt an Orten und Typologien auszeichnet.
Des Weiteren war er Berater der Qualitätskommission für Architektur in Barcelona und wirkte am Urban Age Think Tank der London School of Economics mit. Als Kritiker publizierte er in zahlreichen Fachzeitschriften weltweit. Seine Schriften wurden in  El Croquis, Quaderns, A+U, Arch+, Harvard Design Magazine, Log und anderen Zeitschriften veröffentlicht.
2017 war er Gründungsdirektor der Seoul Architecture Biennale.

## Projekte (Auswahl)

### Foreign Office Architects (FOA)
- Ōsanbashi Pier, auch bekannt unter der Bezeichnung Yokohama Terminal, Yokohama, Japan (1995–2002)[8]
- Bamboo Building, Sozialer Wohnungsbau in Madrid (2004–2007)
- Spanischer Pavilion auf der Expo 2005 in Aichi (2004–2005)
- Villa in Pedralbes, Barcelona, Spanien (2004–2008)
- D-38 Bürokomplex Barcelona (2004–2009)
- Bahnhof Birmingham New Street, Birmingham (2008–2015)
- Ravensbourne college auf der Greenwich Halbinsel, London (2005–2010)[9]
- Bahnhof Euston, London, UK (2008–nicht fertiggestellt)[10][11]
- Museum of Contemporary Art, Cleveland, Ohio, USA (2006–)
- KL Central Plot D Wohntürme, Kuala Lumpur, Malaysia (2006–)

### Alejandro Zaera-Polo & Maider Llaguno Architecture (AZPML)
- 2014 ISAF Anlagen für den Sailing World Championship in Santander, Spanien (2011–2014)
- Gapyong Community Centre in Südkorea (2010–)
- Krankenhaus Universitari Arnau de Vilanova in Lleida, Spanien (2011–)
- BioPol Science Centre in Barcelona, Spanien (2011–)
- Palazzo del Cinema, Locarno, Schweiz (2013–)